# Conchas
Conchas is een gemeente in de Braziliaanse deelstaat São Paulo. De gemeente telt 16.274 inwoners (schatting 2009).